# Васильевское (деревня, Рузский городской округ)
Васильевское — село в Рузском городском округе Московской области России. До 2017 года входила в состав сельского поселения Колюбакинское.

## География
Расположена на левом берегу Москвы-реки на границе с Одинцовским городским округом. Через реку перекинут пешеходный висячий мост. Ранее село располагалось по обе стороны Москвы-реки, но в XX веке административная граница между Рузским и Одинцовским районами прошла по реке: само село с церковью осталось в Рузском районе, а его правобережная часть с усадьбой князя Щербатова и замком отошла к Одинцовскому району и стала именоваться посёлком санатория имени Герцена.

## История
Васильевское впервые упомянуто в 1498 году, когда Рузский удельный князь Иван Борисович в жалованной грамоте отписал его Московскому Симонову монастырю. В XVI веке — дворцовое село. В 1619 село было передано в вотчину 5 казацким атаманам: Нагаю Иванову, сыну Тобыльцову, Ивану Желескову, Викуле Завьялову, Ивану Кострову, да Федору Семенову сыну Кочету. Владение последнего в 1626 было передано Московскому Ново-Спасскому монастырю, к которому вскоре перешло и все село.
В 1673 году село выменял А. С. Матвеев, у которого оно было конфисковано после опалы боярина в 1676 году. Царь Фёдор Алексеевич подарил Васильевское боярину С. И. Заборовскому в 1681 году, однако тот умер в этом же году, а его вдова продала в 1690 году село Е. И. Украинцеву, который и владел им до самой смерти в 1708 году, сначала как поместьем, а с 1693 года — как вотчиной. Украинцев благоустраивает свою вотчину, ставит новое здание Воскресенской церкви, однако ему так и не удается передать её по наследству — Пётр I личным распоряжением отдает село Г. И. Головкину. Сын канцлера Михаил Гаврилович в 1741 году был обвинен в измене, а его владения отписаны на императрицу.
С 1764 года село принадлежит Яковлевым, с 1822 — Ивану Алексеевичу Яковлеву, отцу А. И. Герцена. Иван Алексеевич в 1828 году строит новый деревянный барский дом (снесён в 1880 году) однако не на левом берегу реки, как было раньше, а на высоком правом, на Марьиной горе, где находилась небольшая деревня Марьино. Герцен бывал в Васильевском почти каждое лето с 1822 по 1833 год и сохранил об этих местах воспоминания на всю последующую жизнь.

Я мало видал мест изящнее Васильевского… На отлогой стороне — село, церковь и старый господский дом. По другую сторону — гора и небольшая деревенька, там построил мой отец новый дом. Вид из него обнимал верст пятнадцать кругом: озера нив, колеблясь, стлались без конца; разные усадьбы и села с белеющими церквами видны были там-сям; леса разных цветов делали полукруглую раму, и через все — голубая тесьма Москва-реки.— А. Герцен, «Былое и думы»
В 1817 году был торжественно заложен Храм Христа Спасителя, который по проекту Карла Витберга предлагалось построить на Воробьевых горах. Чуть выше по течению реки от Васильевского добывался камень для нужд строительства: остатки этих каменоломен видны по сей день. Два маленьких островка на реке напротив храма, ниже висячего моста и речного переката, бывшего брода — по местному преданию, документально не подтверждённому, остатки затонувших барж с камнем. Когда в 1835 году проект был признан провалившимся, а А. Л. Витберг осуждён и отправлен в ссылку в Вятку — там он встретился с А. И. Герценым и жил в одном с ним доме.
С 1877 года Васильевским владеет Александр Григорьевич Щербатов, который в 1880 году сносит старый дом и в 1881—1884 годах перестраивает усадьбу в викторианском стиле, для чего им был приглашён архитектор П. С. Бойцов. Был выстроен дом-замок с башней-донжоном в английском стиле. Помимо сохранившегося до наших дней оригинального главного усадебного дома был создан уникальный парк, высажены экзотические растения, завезены ручные серны и косули, свободно гулявшие по газонам, создан зверинец. После смерти Щербатова в 1915 году его вдова Ольга Александровна строит в имении Пантелеймоновскую церковь (1915—1917; арх. Покровский В. А.), не оконченную в отделке в связи с Октябрьским переворотом и последующими социальными катаклизмами. В 1918 году уникальная обстановка усадьбы (мебель, картины и другое ценное имущество) была полностью разграблена.
После Революции в 1919 году в усадьбе создаётся второй в стране дом отдыха. В сентябре 1919 сюда приезжал В. И. Ленин, в память об этом на фасаде главного дома Щербатовых установлена мраморная доска. Впоследствии на основе дома отдыха организуется санаторий имени Герцена в ведении Лечсанупра Кремля (впоследствии — 4-е Главное управление при Совмине СССР), вокруг него возникает одноимённый посёлок. На сегодняшний день[когда?]

 в усадьбе Васильевское (Марьино, Марьина гора, Щербатово), ведутся реставрационные работы. Замок находится в ведении Управления делами Президента РФ. По направленному в данное государственное учреждение запросу, стало известно[кому?], что к 2012 году в нём снова, как и в советские годы, планируют открыть оздоровительный центр. Замок усадьбы можно увидеть в телевизионном сериале «Я — телохранитель. Телохранитель Каина», который снимался на территории усадьбы в 2000-е годы.
Во всех путеводителях, издававшихся с 1930—1940-х годов, окрестности села Васильевского и имения Щербатовых называются одними из красивейших мест Подмосковья. Возвышенные берега Москвы-реки, поросшие уникальными реликтовыми соснами, создают прекрасные виды в любое время года. Лечебно-оздоравливающий эффект местного воздуха давно использовался в детских и взрослых здравницах, созданных в Васильевской округе.
В 1941 году Васильевское было захвачено частями немецкой армии и сожжено, правобережье и санаторий удерживались Красной армией. 11 декабря 1941 года после контрнаступления немцы были выбиты из села.
В 1980 году в селе проходили съемки фильма «Эскадрон гусар летучих», в ходе которых были нанесены дополнительные повреждения Воскресенской церкви, разрушен и осквернён старинный некрополь у алтаря храма, утрачено большинство резных белокаменных надгробий. В 1989 году постоянное население Васильевского составляло 45 человек.

## Население
| 2002 | 2006 | 2010 |
| ---- | ---- | ---- |
| 28   | ↘12  | ↗37  |

## Достопримечательности
- Церковь Воскресения Словущего (Воскресенская церковь) — построена в 1702—1706 году на средства владельца села Е. И. Украинцева. Принадлежит к типу храмов «восьмерик на четверике», выполнен в стиле московского барокко, с запада к церкви примыкает трапезная XIX века. Сильно пострадала в 1941 году во время боевых действий, когда немецкими войсками была взорвана колокольня. В 1991 году возвращена верующим, ведутся реставрационные работы, возобновлены богослужения.
- Усадьба Васильевское (Марьино, Марьина гора, Щербатово), исторически связана с деревней, в настоящее время относится к посёлку санатория им. Герцена.
- Васильевский замок в Васильевской усадьбе.
- Храм во имя Пантелеймона (ранее Александра Невского) построенная в неорусском стиле по проекту архитектора В. А. Покровского в 1915—1917 гг.
- К деревне примыкает территория памятника природы «Местообитание кортузы Маттиоли на выходах известняков в долине р. Москвы».
- Неподалёку находится знаменитый Кубинский аэродром с военным городком, лётчики которого принимали участие в обороне Москвы в 1941 году. Некоторые из них героически погибли в воздушных боях
- Подвесной пешеходный мост через Москва-реку.
- Васильевские каменоломни